# Fire in the Brain
Fire in the Brain – jest drugim albumem długogrającym fińskiego zespołu metalowego Oz. Ręka widoczna na okładce albumu należy do Quorthona, lidera zespołu Bathory.

## Lista utworów
1. „Search Lights” – 3:19
2. „Fortune” – 2:47
3. „Megalomaniac” – 2:50
4. „Black Candles” – 5:06
5. „Gambler” – 3:16
6. „Stop Believin' ” – 3:59
7. „Free Me, Leave Me” – 3:27
8. „Fire in the Brain” – 2:57

## Twórcy
- Ape De Martini – wokal
- Speedy Foxx – gitara elektryczna
- Spooky Wolff – gitara elektryczna
- Jukka Homi – gitara basowa, wokal wspierający
- Mark Ruffneck – perkusja
- Stig Börje Forsberg – produkcja, mastering
- Seppo "F.A." Johansson – inżynieria dźwięku
- Okie Stone – zdjęcia